# الأوائل في الكويت

## الأوائل في الكويت[1]

### أول مصنع حلويات
في العام 1885 أسس الحاج إبراهيم جمال (الكاركة) وهي مطحنة السمسم ومنها ينتج زيت السمسم الذي يستخدم ايضاً الحلوى المسقطية وكان موقع العمل داخل السوق وفي منطقة المناخ.
(المرجع رقم  يذكر أن اسمه كان إسماعيل علي جمال)

### أول سفينة يوثق غرقها
العام 1845 كانت السفينة الكويتية (الوفرة) وهي من نوع البغلة عائدة من خليج البنغال وفي طريقها مرت بميناء كوجين في ساحل الملبار لشحن بعض الأخشاب، وكانت السفينة ذات حمولة أكثر من 750 طناً وغادرت الميناء إلى الكويت وكان الوقت بداية هيجان المحيط الهندي فواجهت عاصفة شديدة وغرقت السفينة بحمولتها وبحارتها وكانت السفينة ملك يوسف الصقر الذي كان على متنها وتوفي مع بحارته، وكانت الخسائر فادحة في الأرواح والمال. وسميت طبعة الوفرة. ولا شك في ان هناك الكثير من السفن التي طبعت ولكن هذه الحالة هي التي وثقت في تلك الحقبة.

## الإذاعة

### أول إذاعة خاصة
في عام 1948 قام مراد يوسف بهبهاني بتشغيل إذاعة خاصة له وهو أول من نطق عبارة هنا الكويت. وكان موقعها نفس موقع بيت التمويل الحالي داخل المدينة 

### أول إرساللإذاعة الكويت
في تاريخ 12/5/1951 تم أول إرسال لإذاعة الكويت حيث نطق منها صوت أول مذيع كويتي مبارك عبدالرحمن الميال عندما قال (هنا الكويت) وذلك في الساعة السابعة من مساء هذا اليوم، وكانت أول أغنية بثتها لإذاعة الكويتية للمطرب الكويتي محمود عبدالرزاق الكويتي وكان جهاز الإذاعة عبارة عن جهاز لاسلكي قدرته نفص كيلوواط، تابع للقوات المسلحة (مبنى الأمن العام في قصر نايف) وسميت دار الإذاعة اللاسلكية.
وكانت تبث لمدة ساعتين يومياً وكان عدد موظفيها إثنين فقط، وترأس الشيخ عبدالله المبارك الصباح إذاعة الكويت وكان أول رئيسلإذاعة الكويت حتى عام 1960 وكان مهندس الإذاعة شخصاً باكستانياً واسمه محمد خان طفيل وفي عام 1953 تم تعيين الشيخ عبدالله النوري مديراً لإذاعة الكويت إلى جانب وظيفته بالمحاكم.
وفي عام 1958 عرفت باسم محطة الإذاعة الكويتية وفي عام 1959 انتقلت الإذاعة إلى مكان اوسع في مقر الورشة العسكرية الواقعة غرب مبنى الأمن العام الذي هو مبنى مجمع وزارة الاعلام الحالي.

### أول رئيس فيإذاعة الكويت
في تاريخ 12/5/1951 كان الشيخ عبدالله مبارك الصباح هو أول رئيس للإذاعة الكويتية. (راجع أول إرسال للإذاعة الكويتية)

### أول مذيع فيإذاعة الكويت
في تاريخ 12/5/1951 كان المذيع مبارك عبدالرحمن الميال هو أول مذيع كويتي وهو أول من قال «هنا الكويت». (راجع أول إرسال للإذاعة الكويتية)

### أول أغنية تبث فيإذاعة الكويت
في تاريخ 12/5/1951 أول أغنية بثتها الإذاعة الكويتية للمطرب الكويتي محمود عبدالرزاق الكويتي
(راجع أول إرسال للإذاعة الكويتية)

### أول نائب مدير فيإذاعة الكويت
في عام 1952 عين يعقوب عبدالعزيز الرشيد نائباً لمدير إذاعة الكويت 

### افتتاح أول إذاعة في الكويت
في تاريخ 2/2/1952 تم افتتاح محطة إذاعة الكويت رسمياً وقد بدأت الإذاعة العمل منذ مايو 1951 

### أول بث مباشر لندوة بالإذاعة
في مساء 30 أكتوبر 1952 ذهب الشيخ احمد الشرباصي وهو من البعثة الأزهرية في الكويت يرافقه مراقب جمعية الإرشاد الإسلامية عبدالعزيز العلي المطوع والاستاذ سعيد الشرباصي إلى إذاعة الكويت وكانت في مقر الأمن العام وتتكون من غرفتين متداخلتين وقابلوا أول مذيع كويتي مبارك عبدالرحمن الميال واقترح الميال عمل لقاء مباشر على الهواء حيث يسأل المذيع اسئلة دينية ويجيب عليها الشيخ احمد الشرباصي مباشرة وقد قبلت الفكرة وبعد اذاعة أغنية بدأ المذيع يسأل والشرباصي يجيب فكان هذا اللقاء أول بث مباشر لحوار وأول مرة تنظم مثل هذه الحوارات.

### أول من تحدث عن الأمثال الشعبية بالإذاعة
في العام 1953 كان الشيخ عبدالله النوري هو أول من تحدث عن الأمثال العامية وكان آنذاك مدير الإذاعة.

### أول مدير لاذاعة الكويت
في مارس 1953 تم تعيين الشيخ عبدالله النوري مديراً للإذاعة الكويتية بجانب عمله بالمحاكم.
والإذاعة منذ نشأتها كان يرأسها الشيخ عبدالله المبارك الصباح وقد ادخل برنامج (الدين النصيحة) وهو عبارة عن احاديث دينية يقوم بالقائها ويشرحها.
وكان البرنامج يذاع مرتين اسبوعياً، وكذلك برنامج (طبيبك معك) وكان برنامجاً صحياً يقوم بإعداده وتقديمه بنفسه ويستعين بالاطباء الموجودين بالكويت للإجابة عن الاسئلة الطبية وكذلك برنامج (أطفال) وهو برنامج يزرع في الأطفال الخلق الطيب ومبادئ الدين وكان ايضاً يتولى هذا البرنامج كما ادخل برنامج (الادب الشعبي) ويتضمن قصائد من الشعر العامي والامثال الشعبية وكذلك ادخل برنامج (نديم المساء) الذي تولى الاستاذ يعقوب عبدالعزيز الرشيد تقديمه وهو برنامج ثقافي، وكذلك نشرة محلية عبارة عن (نشرة البيانات والاخبار الرسمية) كما شجع على اذاعة برامج ترفيهية متنوعة.

### أول فرقة موسيقية بالإذاعة
في العام 1957 أسست أول فرقة موسيقية في إذاعة الكويت.

### إنشاء محطة إرسال الجيوان
في عام 1959 أنشئت محطة إرسال جيوان الإذاعية (الجي ون G1) مزودة بجهازين بقوة إرسال 5 كيلوواط لكل منهما 

### أول لحن سجل للإذاعة
في عام 1959 سجل في إذاعة الكويت أول لحن غناه المطرب الكويتي شادي الخليج (لي خليل حسين). وهو من الحان أحمد باقر وتولى ترتيب الايقاعات وعزف الاغنية أحمد الزنجباري.

### أول مسلسل إذاعي انتج فيإذاعة الكويت
في عام 1959 أنتجت إذاعة الكويت أول مسلسل لها (حياة محمد) وهو إنتاج محلي.
أما أول مسلسل اذيع من إنتاج خارج الكويت فكان باسم (حاتم الطائي).

### أول مذيعة كويتية
في عام 1959 ظهر صوت أول مذيعة كويتية في إذاعة الكويت ضياء الغانم وكانت تقدم برنامج الأطفال وانضمت معها نورية السداني كثاني مذيعة ولم يكن موظفات.

### أول من ارسل في بعثة دراسية اعلامية
بعث المذيع حمد المؤمن في عام 1960 إلى ام درمان بالسودان لحضور دورة اعلامية نظمتها اليونسكو 

### بث برنامج ركن المرأة
في عام 1960 بدأت إذاعة الكويت ببث برنامج (ركن المرأة) وهو خاص بالمرأة والطفل تقدمة أمينة الأنصاري وكانت تقوم بعمل لقاءات مع الأمهات والسيدات في بيوتهم، وفي أوائل عام 1961 إزداد عدد الكويتيات المشاركات في تقديم برامج ركن المرأة ومنهم شريفة الصالح، لولوة العيسى، سارة الزيد، جاسمية المرزوق.

### أول نشرة اخبار بالإذاعة
في شهر يوليو عام 1960 قدمت إذاعة الكويت نشرات الأخبار لأول مرة.
وفي شهر أكتوبر أصبحت الإذاعة تذيع أربع نشرات أخبار و 3 مواجيز للأخبار يومياً.
وقد تأسست الإذاعة في عام 1951 

### ثاني مسلسل إذاعي
في عام 1961 أنتجت إذاعة الكويت مسلسلا (ايه يادنيا) وقد بدأت إذاعة الكويت إنتاج المسلسلات الدينية والدرامية أي التمثيليات ذات الحلقات المسلسلة منذ عام 1959 وكان أول مسلسل تنتجه إذاعة الكويت هو مسلسل (حياة محمد) الذي انتج عام 1959.
(راجع أول مسلسل إذاعي انتج بإذاعة الكويت)

### إنشاء محطة إرسالالمقوع
في عام 1961 أنشأت دائرة الإرشاد والأنباء (وزارة الإعلام) محطة إرسال المقوع الإذاعية مزودة بجهاز قوته 100 كيلوواط وجهاز آخر بقوة 50 كيلوواط.

### تغيير مسمى الإذاعة الكويتية إلى دار الإذاعة والتلفزيون
في تاريخ 17/6/1961 تم تغيير مسمى (الإذاعة الكويتية) إلى (دار الإذاعة والتلفزيون) وتم ضمها للمجلس الأعلى للإنشاء بعد أن كانت تابعة للشرطة والامن العام

### أول برنامج عن البادية في الإذاعة
في تاريخ 17/11/1961 أذيع برنامج (ركن البادية) لأول مرة وقد كان البرنامج من إعداد وتقديم وإخراج الإذاعي الشاعر سعود غانم الجمران العجمي.

## الإرهاب

### أول عمل إرهابي
عُقد في دمشق مؤتمر الشعب العربي تضامنًا مع مصر في تصديها للعدوان الثلاثي والذي دعا إلى قطع النفط عن الدول العربية التي شاركت في العدوان على مصر.
وقد حضره د. أحمد محمد الخطيب مدير النادي الثقافي القومي.
واستجابةً لنداء لجنة الأندية الكويتية نفذ عمال ميناء الأحمدي الإضراب العام وقاموا بمسيرات احتجاج متجهين إلى آبار النفط وتعرضت المنشآت النفطية للتفجير في ميناء الأحمدي ومدينة الأحمدي والمقوع بعدد 10 انفجارات مما دفعت الحكومة إلى فرض حظر التجول ليلًا في مناطق حقول النفط وقد عاد العمال بعد ذلك إلى العمل بعد تعرضهم للضغط من إدارة الشركة التي هددت بتسريح جميع العمال المضربين.
ويُعد هذا أول تفجير إرهابي متعمد في الكويت وفي 14 نوفمبر 1956 أصدرت لجنة الأندية الكويتية بيانًا يدعو فيه الشعب لإنهاء الإضراب.

## استثمار

### تأسيس مكتب الاستثمار الكويتي بلندن
في تاريخ 23/2/1953 تم تأسيس مكتب الاستثمار الكويتي بلندنKIO لإدارة فوائض البلاد والعائلة الحاكمة وتم إقرار أول حصة للاستثمار بمبلغ 27 مليون جنيه استرليني.

### أول من استثمر في البنوك اليابانية
في عام 1957 أول من استثمر في البنوك اليابانية هو عبد الحميد منصور المزيدي أول كويتي إستقطب أموال الدولة من وزارة المالية لإستثمارها في البنوك اليابانية.

### تأسيس الشركة الكويتية للاستثمار
في تاريخ 25/11/1961 صدر مرسوم أميري رقم 29 لسنة 61 بشأن تأسيس الشركة الكويتية للإستثمار (KIC) كمؤسسة تجارية شبه حكومية تتوزع الاسم فيها بالمناصفة 50% للحكومة و50% للقطاع الخاص بهدف التعامل في مختلف نشاطات الاستثمار على الصعيدين المحلي والدولي وبرأسمال قدره 15 مليون دينار وقد تضاعف فيما بعد رأسمالها إلى 76 مليون دة لار.

## استقالة

### أول استقالة جماعية من عدة مجالس منتخبة
جرت في 25 نوفمبر 1951 انتخابات محدودة دعا الحاكم عددا محدودا من المواطنين من أعيان البلد لانتخاب مجلس مكون من 12 عضوا لكل من إدارات البلدية والمعارف والصحة والأوقاف وعين رؤساء هذه الدوائر من الاسرة الحاكمة وبعد انتقادات من قبل الجهات المثقفة تم زيادة عدد الناخبين إلى 1500 مواطن وذلك في انتخابات عام 1954 لكن المشاكل والخلاقات برزت من جديد وقدم جميع الاعضاء المنتخبين وعددهم 48 عضوا استقالاتهم باستقالة جماعية بعد ان وجدوا صعوبات مع المسئولين بسبب عدم رغبتهم في تحمل أي نوع من المشاركة، وحلت مكانها مجالس معينة وفي مقدمة المجالس المجلس البلدي الذي استمر الشيخ فهد السالم الصباح على رئاسته لفترة من الزمن اما الأعضاء فكانوا سبعة اثنان منهم من الاسرة الحاكمة وهم الشيخ خالد العبدالله السالم والشيخ صباح الأحمد الجابر وباقي الاعضاء هم:
- محمد يوسف النصف
- سعود الزيد
- علي النون
- عبد الله السدحان
- عبد اللطيف النصف[23]

### استقالة الشيخ عبد الله المبارك الصباح
أول استقالة مسببة من مسؤول في السلطة: في 17/4/1961 قدم الشيخ عبدالله المبارك الصباح استقالته بسبب خلاف مع نائبه الشيخ سعد العبدالله السالم، حول قضايا الشرطة ومه الشيخ جابر الأحمد رئيس المالية حول مصاريف تمويل الجيش. وغادر إلى لبنان.
وقد حل محله الشيخ صباح السالم وفي 25 أبريل 1961 قرر المجلس الأعلى رفض إستقالتة.

## اطفاء

### بناء أول بركة للماء لغرض إطفاء الحرائق
في عام 1934 تم بناء بركة للماء في سوق المناخ لاستخدامها لإطفاء الحرائق.

### أول تنكر للإطفاء
في عام 1947 تم استخدام تنكر (صهريج) مياه مزود بمضخة وخرطوم للمساعدة في إطفاء الحرائق وكانت البلدية هي المشرفة على اطفاء الحرائق.

### أول سيارة إطفاء
في عام 1949 استوردت الحكومة أول سيارة لإطفاء الحرائق وكانت سيارة فورد موديل 1949.
وفي عام 1954 استوردت أخرى ليصبح عدد السيارات اثنتين.

### أول رجل إطفاء
في العام 1949 أول رجل اطفاء بالكويت هو محمد صالح العجيل عهد اليه إطفاء الحرائق بعد استيراد أول سيارة للإطفاء وهي من نوع فورد موديل 1949.
وفي عام 1955 افتتح أول مركز اطفاء.

### أول مركز إطفاء وأول مدير للإطفاء
في تاريخ 1/8/1955 تم افتتاح أول مركز للإطفاء في ساحة الصفاة وعين عليه علي عبد الرزاق المطوع مديراً للمركز وقد تأسس إطفاء الحرائق في الكويت عام 1949 واحضرت سيارة إطفاء من نوع فورد.

### أول مدرسة لتدريب الأفراد على إطفاء الحرائق
تم افتتاح أول مدرسة لتدريب الافراد على إطفاء الحرائق وكان موقعها في الجيوان (الجي ون G1).

### أول مركز إطفاء بالأحمدي
تم تشييد مبنى خاص ومستقل للإطفاء التابع لشركة نفط الكويت.

### فصل إدارة الإطفاء عن الاشغال العامة
في عام 1961 فصلت إدارة الإطفاء عن دائرة الأشغال العامة وضمت إلى البلدية.

## أغنية

### أول من غنى الصوت
ولد في الكويت الشاعر عبد الله محمد المفرج الصراف عام 1836م (1252هـ) وهو من قبيلة الدواسر التي تستوطن في وادي الدواسر في نجد الجنوبية، نشأ في بومبي بالهند في رفاهية ونعيم في كنف والده وعلمه في المدارس الهندية وعاد إلى الكويت بعد وفاة والده عام 1854 بعد ان بدد ثروة أبيه.
وبات منقطعا لتلحين الاغاني والشعر والغناء، وقد اكتسب شهرة فيهما فاقت شهرته عندما كان غنيا ويعد من شعراء الكويت البارزين وله باع طويل في الشعر الفصيح والشعر النبطي.
اشتهر بغناء الأصوات والاستماعات وهو أول من غلنى الصوت الكويتي وأول من استخدم آلة العود التي احضرها من الهند وهو أول رائد وضع اصول الموسيقى الكويتية ووضع له اسسه الفنية ونماذجه المعروفة وهو الفن المعروف (بالصوت) ولا يقتصر دوره على ادخال العود فقط بل أيضا على الالات الاساسية في اغاني الصوت الكويتي، فهو أول من أدخل المراويس في الكويت والخليج العربي، وتوفي عام 1901 وفي عام 1919 طبع له ديوانه النبطي في الهند طبعه ابن عمه خالد محمد الفرج وأعاد طباعته عام 1953 اما شعره الفصيح فلم يزل مخطوطاً وقد تبعه بالغناء إبراهيم بن يعقوب وهو مطرب كبير وعازف على العود من سكان جزيرة فيلكا وتتلمذ على يديه عدد من المطربين وكان من جلساء عبد الله الفرج وحفظ عنه الألحان، ثم جاء الفنان خالد البكر والفنان يوسف البكر.

### أول أغاني المطرب عبد اللطيف الكويتي
في عام 1926 كانت أول أغنية للمطرب عبداللطيف بن عبدالرحمن بن عبيد الكويتي اسمها (قف بالطواف).

### أول شركة تسجيل الأغاني تزور الكويت
في العام 1927 شهدت الموسيقى الكويتية فيما يسمى المرحلة الثانية من عهد الموسيقى والغناء والتي امتدت من عام 1927 حتى 1955 تطورا كبيرا له أكبر الاثر في تطور وازدهار الموسيقى والغناء في الكويت، وتمثل في معرفة الفنانين الكويتيين بالتسجيلات الغنائية على اسطوانات، حيث حضرت إلى الكويت شركة اجنبية وهي شركة بيضافون للتسجيلات بهدف تسجيل بعض الأغاني الكويتية لعدد من المطربين الكويتيين المعروفين في تلك المرحلة واتجهت الشركة إلى الفنان وعازف العود يوسف البكر الذي عاصر المرحلتين الأولى والثانية، وللأسف رفض فكرة تسجيل أغانيه.
وتعد هذه المرحة التي امتدت حتى عام 1955 تقريبا وظهرت بها الاسطوانات وسافر بعض الفنانين سواء مطربين أو عازفين إلى خارج الكويت لتسجيل الاسطوانات مما اكسبهم الخبرة باطلاعهم على فنون البلدان الأخرى ى، وتشهد هذه المرحلة دخول أله الكمان والقانون مع ألة العود في مصاحبة أداء فن الصوت، ومن الطبيعي ان يؤدي ذلك إلى تطور اسلوب عزف العود وخطوة إلى الأمام، وقد برز في تلك الفترة العديد من المطربين والعازفين وهم عبدالله الفضالة. محمود الكويتي، داوود وصالح الكويتي.

### أول مطرب كويتي يسجل أغنية
في العام 1927 سجل المطربان الكويتيان عبد اللطيف بن عبد الرحمن بن عبيد الكويتي ووداود عزرا يعقوب الربين (الملقب بداود الكويتي) في بغداد من خلال شركة بيضافون أول أغانيهما على اسطوانات وكانت أغنية عبد اللطيف الكويتي التي هي قصيدة للشاعر العربي ابي طيب المتنبي
واسمها (عواذل ذات الخال).
وقامت شركة إسطوانات بيضافون بتسجيلها وفي عام 1929 قام عبد اللطيف الكويتي بتسجيل بعض اغانيه في مصر بعد ان تعاقد مع شركة أوديون وسجل أول أغنية هناك للشاعر العربى البهاء زهير.

### أول مطرب كويتي يسافر إلى مصر ويسجل أغنية في مصر
في عام 1929 قام المطرب عبد اللطيف بن عبد الرحمن بن عبيد الكويتي بتسجيل بعض اغانيه في مصر بعد ان تعاقد مع شركة أوديون وسجل أول أغنية هناك للشاعر العربي البهاء زهير.

### أول فنان ومطرب كويتي يزور السعودية
في عام 1934 قام القنان الكويتي عبد اللطيف بن عبد الرحمن بن عبيد الكويتي بزيارة السعودية ومقابلة الملك عبدالعزيز آل سعود (بن سعود) وتعتبر أول زيارة لفنان كويتي للسعودية.

### أول مطرب كويتي يغني برفقة اوركسترا
في عام 1956 صادف وجود الفنان حمد الرجيب بالقاهرة وقد توثقت علاقته مع المسؤولين في مصر ومن بينهم مسؤولي صوت العرف وقد صادف وجود الفنان سعود الراشد وقد بذل محاولات جادة اثمرت في موافقته على تسجيل أربعة من أجمل اغانيه في إذاعة صوت العرب ليكون أول مطرب كويتي يغني بأوركسترا كاملة وليفتح المجال على مصراعية لتطوير الأغنية الكويتية الحديثة على اسس سليمة.

## تعليم

### أول معلم عرفته الكويت
في العام 1703 كان القاضي محمد بن فيروز بن محمد بن بسام التميمي الأشيقري الإحسائي، ولد في الأشيقر عام 1661.
هو أول من تولى القضاء في الكويت من 1705 حتى 1723 وقد رافق آل صباح لمدة اربع اعوام في تنقلهم قبل هجرتهم إلى الكويت وكذلك مارس مهمة التعليم على القراءة والكتابة والحساب وتوفي في الكويت 1723.
وقد ذكر عبد العزيز الرشيد في كتابه (تاريخ الكويت) ان وفاته عام 1723 اما كتاب سيائك العسجد في اخبار احمد نجل رزق الاسعد فيذكر ان الشيخ توفي في بالبصرة عام 1801.

### أول معلم للحساب في الكويت
أنتدب الشيخ جراح الصباح في زمن اخيه محمد الملا علي بن عمار وكان موظفاً لدى الأتراك في الإحساء انتدبه ليعمل محاسبا في الكويت وقد تبرع بتعليم كثير من طالبي العلم العمليات الحسابية الأربعة وبعض القواعد والطرق المبسطة للحاسبات وبعدها كثر عدد معلمو الحساب والخط.
كما افتتح داراً لتعليم الحساب والقرآن والكتابة وكان هذا نطورا مهما في الكتاتيب ومناهجها تبعه من بعده العديد.

### أول مدرسة للبنات
في العام 1937, منذ هذا العام كانت بداية التعليم المنظم للبنات في المدارس وحتى قبل هذا التاريخ كان تعليم البنات مقتصرا على الكتاتيب والملاية والمطوعة وقد استاجرت داثرة المعارف بيتا تملكه عاثلة المانع يقع بالقرب من المدرسة المباركية وجعلته أول مدرسة للبنات في شارع المباركية وسميت بالمدرسة الوسطى للبنات في فريج الجناعات وهي أول المدارس النظامية للبنات في الكويت وبعد عدة سنوات فتحت المدرسة القبلية في بيت (احمد الخميس) وسميت بالقبلية لوقوعها في الحي القبلي ثم نقلت إلى منزل (مساعد البدر) وبعد ذلك استأجرت ادرة المعارف منزل (سيد خلف النقي) وكان المنزل كبيرا حتى يتم استيعاب العدد الكبير من الطالبات ودمجت طالبات المدرسة الوسطى مع طالبات المدرسة القبلية فيه.
وقد كانت هناك معارضة من الاهالي بالبداية لمدارس البنات وقد تغلب على هذه المعارضت بما قدم للتلميذات من ميزات منها وجبات الالإطار والغداء وصرف الملابس الشتوية والصيفية وصرف مكافآت مالية مما شجع العائلات على إرسال بناتهم للتعليم بالمدرسة.
وقد تولى التدريس بهذه المدرسة مدرستان فلسطينيتان هما وصيفة عودة ورفقة عودة، فلقد احضرهما الاستاذ أحمد شهاب الدين من فلسطين والتحق بهذه المدرسة 93 تلميذة منهن 32 في التمهيدي و31 في السنة الأولى و 30 في السنة الثانية ووزعت البنات في المدرسة على ثلاثة صفوف وعدد من الشعب تمهيدي، وسنة اولى ابتدائي وسنة ثانية ابتداثي ومدة الدراسة ست سنوات واضيف إلى المنهج الدراسي للبنات ما يهمهم من أشغال الإبرة والتمريض والتطريز، وفي السنة الثانية التحقت أول مدرسة كويتية مريم عبد الملك الصالح.
اما عن خطة التعليم للبنات ففي البداية وقف التعليم للبنات عند حدود النعليم الابتداثي واعفيت تلميذاته من دراسة اللغة الإنجليزية واضيفت مقروات تدرسها البنات دون البنين كالتطريز والحياكة والتدبير المنزلي، ولم يكن هناك فرصة امام الفتاة لمواصلة دراستها الا للحصول على شهادة التربية النسوية التي ترشحها للعمل في سلك التدريس ان رغبت في ذلك، وظلت الخطة هكذا حتى نهاية الاربعينيات وكانت العناية تزداد بالمواد النسوية على حساب المواد الأخرى وفي اطار هذه السياسة لم يكن بالإمكان منح الفتاة الشهادة الابتداثية واكتفت المعارف بمنحها الشهادة النسوية ثم ادخلت اللغة الإنجليزية في مدارس البنات اولها المدرسة القبلية وهي كبرى مدارس البنات في ذلك الوقت تمهيدا لإلحاق البنات بالتعليم الثانوي.
وفي عام 1952/1953 كان السلم التعليمي كالتالي:
- الرياض 3 سنوات
- الابتداثية 9 سنوات
- والثانوية 6 سنوات

كما يذكر المرجع  في الصفحة 102 أن عدد الطالبات المسجلات 150 تلميذة.

### أول موظفة ومدرسة كويتية
في عام 1937 التحقت مريم عبد الملك الصالح المبيض كمدرسة في المدرسة الوسطى وتقع في منزل قريب من المدرسة المباركية وهي عبارة عن منزل مستاجر من بيت (المانع) ف] العام الدراسي 1937-1938 التابعة لداثرة المعارف (وزارة التربية) وتعتبر أول موظفة في وزارة التربية وأول موظفة بالكويت.

### ثاني بعثة طلابية
في عام 1938 قامت دائرة المعارف بإرسال ثاني بعثة طلابية للدراسة بالخارج في بغداد لكي يتم تاهيلهم كمعلمين وهي أول محاولة لتأهيل المعلمين الكويتيين وكانوا قد انهوا الصف السادس في المدرسة المباركية والأحمدية بنجاح، والتحقت البعثة بدار المعلمين الريفية، وكانت تتكون من خمسة طلاب هم:
- خالد عبد اللطيف المسلم القناعي
- عبدالعزيزسليمان الدوسري
- بدر السيد رجب العبد الله الرفاعي
- صالح بن عبد الملك الصالح المبيض
- عبد الله بن عبد اللطيف المطوع القناعي

وكان المسئول عنهم هناك التاجر الكويتي عبد الله الفلاح، وكان يرعاهم رغم ان الدار تبعد 20 كم عن بغداد وهذه الدار اقيمت لتخريج معلمين يدرسون في القرى وكانت المناهج تشمل علوم الزراعة في والتعاون والاسعافات إضافة إلى الوعظ والإرشاد كي يتولى المدرس امامة المسجد أو يكون قاضي القرية، وعادت هذه البعثة عام 1942، وبعد حدوث مشاكل سياسية بالعراق اوقف مجلس المعاوف البعثات إلى العراق ورأى من الأفضل الاتجاه نحو مصر ولبنان، ويذكر ان أول بعثة طلاب كانت عام 1924 إلى بغداد.

### أول المحاولات لتأهيل المعلمين داخل الكويت
في العام 1943 في محاولة لتأهيل المعلمين الكويتيين رتبت دائرة المعارف القاء محاضرات مسائية في طرق التربية والتعليم على المعلمين العاملين بدار المعارف القاها مدير المعارف الاستاذ علي هيكل وكتب عدة موضوعات تربوية.
وكانت المحاولة الأولى إرسال مجموعة من الطلاب للدراسة في مدرسة المعلمين الريفية ببغداد عام 1938 وثم تبعتها بعثة إلى الازهر بالقاهرة تتكون من اربع طلبة عام 1939.

### أول العاملات بالتدريس
في العام 1944 أول المعلمات بالتدريس هن:
- نورية راشد السيف
- أنيسة محمد جعفر (ماما انيسة)
- مريم علي الجندل
- شريفة الصالح المطوع
- طيبة عيسى الرجيب
- عزيزة صالح المطوع
- طيبة صالح التوحيد

### أول ناظرة كويتية
في العام 1946 تم تعيين المدرسة مريم عبد الملك الصالح لتكون ناظرة مدرسة الزهراء ويذكر انها أول مدرسة كويتية.

### أول فصل لاعداد المعلمين
في العام 1949 أنشئ فصل لإعداد المعلمين الكويتيين وإلحق بالمدرسة المباركية وأغلق عام 1951 لعدم الإقبال عليه.

### ثاني فصول لتأهيل المعلمين الكويتيين
في العام الدراسي 1950-1951 انشئت فصول دراسية لإعداد المعلمين واختير لها عدد من الطلاب الذين انهوا دراسة الثانية ثانوي وادخل على منهجهم في الصف الثالث ثانوي بعض الموضوعات في التربية النظرية والعملية لتدريس الطلبة ثم ارسلوا جميعا إلى بيروت في دورة صيفية تدريبية مدتها شهران في الجامعة الأمريكية هناك وبعد عودتهم عينوا معلمين في المدارس الابتداثية لكن سرعان ما تبين ان هذه الفترة المحدودة من الاعداد التربوي النظري والعملي لاتكفي لاعداد المعلم الكفؤ للمدرسة الابتداثية، كما ان عمل التدريس نفسه لم يكن يروق للطلاب مع وجود فرص واسعة للعمل أكثر ربحا واقل جهدا فاضطرت إدارة المعارف إلى اغلاق المعهد سنة 1951 وفي عام 1961 اعيد فتح معهد المعلمين (دار المعلمين) وتم تسميته بأسم كلية المعلمين فيما بعد وفي عام 1966 أعيدت تسميته إلى معهد المعلمين نظرا لافتتاح جامعة الكويت التي بها العديد من الكليات ولايصح تسميته بالكلية وعين يوسف عبد المعطي شرك أول مديراً له.

### أول مدرس للموسيقى
في عام 1952 في عهد مدير المعارف عبد العزيز حسين تم تعين أول مدرس للموسيقى محمود عمر (من البعثة المصرية) في المدراس الحكومية.

### أول دفعة من معلمات
في عام 1955 تخرجت أول دفعة معلمات وعددهم 17 طالبة منهن 8 طالبات كويتيات وكن يدرسن بفصل ملحق بالمدرسة القبلية الابتدائية للبنات.

### أول دفعة معلمات
في تاريخ 5/9/1956 تم تخريج أول دفعة من معهد المعلمات الكويتيات وهن:
- شيخة إبراهيم النصار
- نورة علي الخميس
- عائشة عبد العزيز حمادة
- شيخة عبد العزيز الزاحم
- غنيمة فعد المرزوق
- باسمة سليمان سمعان
- شيخة العنجري

### أول معلمة كويتية تدرس الإنجليزية والفرنسية
في العام 1960 بعد ان رجعت إلى الكويت لولوة القطامي بعد تخرجها من جامعة إدنبرة ببريطانيا وحصلت على دبلوم في التربية.
قامت بتدريس المادتين الإنجليزية والفرنسية في ثانوية المرقاب للبنات.

## المرأة

### أول مناداة لحقوق المرأة
تم افتتاح النادي الأدبي، وأنتخب الشيخ عبدالله الجابر رئيساً له وهو أول ناد أدبي بالكويت، ويذكر الشيخ عبد الله الجابر هذا النادي على انه: (كان نواة الثقافة العامة بالكويت والحركة الادبية والسياسية في ذلك التاريخ، فكان اعضاؤه ينشرون الفكر والثقافة في الدواوين والاماكن التي يجتمعون فيها، وبين عاثلاتهم واصدقائهم وقد ساهم في توسيع الحركة الثقافية والفكرية بشكل فعال كما كان يتناول القضايا العامة ويناقشها ويبدي الرأي فيها، وفكرنا بالوضع النساثي متبعين خطوات قاسم أمين وهدى الشعراوي وصفية زغلول في المنادة بحرية المرأة وقد سعينا بكل السبل لإعطاء حرية أكثر للمرأة الكويتة ولكننا لم نتمكن كثيرا في ذلك الوقت) 

### أول من طالب بحقوق المرأة
في تاريخ 30/4/1924 كان الشيخ الشيخ عبدالله الجابر. (راجع أول ناد أدبي بالكويت)

### أول سيدة تقود سيارة
في العام 1947 أول من قاد السيارة من السيدات في الكويت والخليج والجزيرة العربية هي الشيخة بدرية سعود المحمد الصباح زوجة الشيخ فهد السالم وتبعتها في البحرين عام 1956 سلوى العمران وهي سيدة لبنانية استقرت في البحرين عام 1942 اما في اليمن فأن أول من قادت السيارة زوجة الدكتور ماريو ليفاديوتي الطبيب الخاص للامام البدر.

### أول ندوة حول حقوق المرأة
في نوفمبر 1953 أقيمت أول ندوة للمرأة في الكويت تدعو فيها إلى حقوق المرأة وقد إشترك في الندوة:
- شيحة الحميضي
- غنيمة المرزوق
- هند سليمان المسلم
- شيحة أحمد العنجري

وقد حضرن الندوة وهن محجبات وهذا يعني عدم قدوتهن على مصادمة البيثة وقد أصدرن بيانا مشتركا ونشرت مجلة الرائد بيانهن وكان موقفهن جريئاً في ذلك الوقت حين كان الرأي العام في ذلك الوقت لا يقبل أن يفتح باب النقاش في موضوع حقوق المرأة فضلا عن السماح لهن بنشر أسمائهن وكلام جرئ ينسب إليهن.
وقد طالبن النساء في هذه الندوة بالتحرر من الحجاب ونزعه لانه السبب في تأخر الشعوب العربية، ومن المعوقات لعمل المرأة.
كما طالبن بتوفير الاندية والجمعيات العلمية والادبية والثقافية والمسارح في المدارس الثانوية للبنات للقيام بالتمثيل بها وشغل اوقات الفراغ وفتح دور للسينما.
كما طالبن بارسال البنات برحلات خارجية للاطلاع على دول العالم كما هو حاصل مع الطلبة.
كما طالبن بانشاء مدرسة للممرضات.
وفي نهاية الندوة طالبن المجتمع ان يبعد عنه حياة التشاؤم والرجعية البغيضة وطالبن بالتحرر فلقد ولى عهد الظلام.

### حادثة حرق الحجاب
في تاريخ 1956 قامت اربع فتيات من أسر التجار المعروفين بالكويت بنزع عباءاتهم والبوشية (الحجاب) والقيام بحرقها احتجاجا على تلك الملابس المقيدة لحركة المرأة وكتعبير عن المطالبة بحرية المرأة، وفي ساحة المدرسة مما دعا رئيس دائرة المعارف الشيخ عبد الله الجابر إلى عقد اجتماع معهن بخبرهن فيه انه يفهم طبيعة عملهن، ذلك لكن عليهن ان يأخذن بالحسبان قيم ومبادئ ابائهن واجدادهن وتقاليد المجتمع وان يتم ذلك بخطى وئيدة تدريجية عند القيام بمثل ذلك العمل.
كما اقترح عليهن انه يمكن لهن السفر للحارج للالتحاق بالجامعة ونزعهن الحجاب ان انتهين من المرحلة الثانوية.
وقد ساهمت تلك الاحتجاجات إلى حد بعيد في تحسين الفرص المتاحة للنساء الكويتيات.
ونتيجة الاعتماد على العمالة الاجنبية اضطرت الحكومة إلى انهاء عزلة النساء والسماح لهن بالعمل في مجال الخدمة العامة إلى جانب الرجل.

### أول موظفة بوزارة الداخلية
في تاريخ 13/10/1956 التحقت موضي السرحان بالعمل كسجانة في دائرة الأمن العام وتعتبر أول موظفة في وزارة الداخلية.

### أول فناة كويتية تعمل مع الرجال
في عام 1957 شيخة القطامي هي أول أمرأة من النساء عملت مع الرجال وقد سبقت شيخة العديد من العاملات ولكن كن يعملن مع النساء فقط مصل المدرسات في مدارس البنات. مرجع  هناك قول اخر بان اسمها شريفة عبد الوهاب القطامي وعملت في شركة نفط الكويت.

### أول كويتية كتبت قصة
في تاريخ سبتمبر 1952 نشر في العدد السابع للسنة السادسة من مجلة البعثة التي صدرت في شهر سبتمبر 1952 وهي المجلة التي يصدرها بيت الكويت في مصر قصة بعنوان (نزهة فريد وليلى) للطالبة (ضياء هاشم البدر) وهي تعد أول اسم نسائي أطل على القراء من خلال قصة.
وقد جاءت بعدها الكاتبة بدرية مساعد التي نشر لها قصة بعنوان (أمنية) في العدد السادس من السنة السابعة من مجلة البعصة الصادرة في شعر مايو 1953.

## كفيف

### أول فصول لتعليم المكفوفين
في عام 1942 كانت البداية متواضعة في أحد فصول المدرسة المباركية ثم في المعهد الديني عند انشاثه عام 1942 وبعدها تطور تعليم المكفوفين وقام بعض المختصين بتعليم طريقة بريل لاربعة من فاقدي البصر عام 1953 ثم افتتحت داثرة المعارف معهد النور عام 1955 بستة وثلاثين طالبا وعين له الاستاذ عبد العزيز الشاهين الربيع مديرا له كما افتتح معهد النور الخاص بالبنات في 8 ديسمبر 1958.

### افتتاح معهد النور للمكفوفين
في عام 1955 أفتتح معهد النور للمكفوفين من الذكور في العام الدراسي 1955/1956 وكان الاستاذ عبد العزيز الشاهين الربيع أول مدير له، والتحق به يوم افتتاحه 36 طالبا وبلغوا في العام التالي 54 طالبا وبدأ المعهد بمدرسين اثنين ثم زاد عددهم إلى سبعة وقد افتتح المعهد اولا في شارع دسمان ثم انتقل عام 1957/1958 إلى مبنى اخر يتناسب مع طبيعتهم واخير عام 1970 انتقل إلى معاهد التربية الخاصة في حولي.
وترجع بداية الاهتمام بالمكفوفين إلى الاربعينيات حيث فتح فصل فاص في المدرسة المباركية للمكفوفين يقرؤون القرآن الكريم منهم المقرئ علي الحسيني كما كانت هناك مجموعة أخرى من المكفوفين فتحت لهم الابواب في المعهد الديني بعد فتح ابوابه عام 1946 (1366هـ). وفي 8 ديسمبر 1958 اقيم ملحق لمعهد النور يضم المكفوفات أيضا في جناح منفصل والتحق به 15 طالبة في العام الدراسي 1959/1960 يتعلمن في فصلين وكانت تدفع لهن مكافأة شهرية وفي عام 1960/1961 بلغ عدد طلاب معهد النور 55 طالباً و12 طالبة.

### أول مدير لمعهد النور
في العام 1955 وعند افتتاح المعهد تم تعين عبد العزيز الشاهين الربيع مديرا له.

### افتتاح معهد النور للمكفوفين للبنات
في تاريخ 8/12/1958 تم إتتاح معهد النور للمكفوفات من البنات.

## رياضة

### أول حالة وفاة في الملاعب
في عام 1937 وفاة أول لاعب كرة قدم بدر يوسف الناصر البدر بعد انتهاء مباراة لكرة القدم في منطقة بحره التي تقع شمال الكويت في ملعب رملي لعمال شركة نفط الكويت حيث كان يعمل مسؤولا في شركة نفط الكويت، وكان الطقس حارا وشرب ماء باردا مباشرة بعد المباراة، وبعد قليل سقط على الأرض وتوفي.

## مجنون

### أول دار للمجانين
في عام 1940 رأت بلدية الكويت ان تجمع المرضى المختلين عقليا وتضعهم في مقر بدلا من طوافهم بالشوارع، وقد خصصت لهم بيت كبير يقع خلف مبنى البلدية القديمة واسمته بدار المجانين وكان المقر عبارة عن دور واحد يحتوي على أربعة احواش، وكان البيت موصد لايمكن المرضى من خروجه أي كما السجن حتى يجنبوا المجتمع من اذيتهم، ولم يكن هنا خدمة علاجية لهم. كما تم تعيين يوسف احمد المضف مسؤولا عن هذه الدار وهو أول مسؤول عن دار المجانين.
وفي مطلع الخمسينيات استقدم الدكتور محمد طلعت رضا من مصر و هو طبيب متخصص في الامراض العصبية والنفسية وعهد اليه الاشراف على علاج المرضى.
وفي 23 ديسمبر 1958 تم افتتاح مستشفى متخصص للامراض النفسية في الصليبيحات.

### دار المجانين
في عام 1948 أنشأت البلدية في الحي الشرقي ملجأين خاصين بالمجانيين أحدهما للنساء وآخر للرجال والحقا بدائرة الصحة العامة بعد ذلك.

## قصة

### أول قصة كويتية قصيرة (قصة منيرة)
انتهى الكاتب والاديب خالد محمد الفرج من تأليف قصته (منيرة) في مساء الأول من يناير لعام 1930 (آخر ليلة من رجب وأول يوم من شعبان) وتم نشرها بألجزء السادس والسابع من المجلد الثاني من مجلة الكويت التي صدرت بتاريخ نوفمبر وديسمبر 1929 وتعتبر أول قصة كويتية منشورة.
ويعتبر أول من نشر قصة بالكويت والخليج العربي.
(يلاحظ ان تاريخ تاليف القصة لايسبق تاريخ نشرها وربما يعود السبب إلى تاخر صدور المجلة حين تطبع في خارج الكويت حيث يطبع عليها شهر نوفمبر ولكن هي بالحقيقة طبعت في شهر يناير). . ومنذ عام 1930 حتي نهاية عام 1941 لم تنشر اية قصة أخرى بعد قصة منيرة حتى قام فهد الدويري بتاريخ 18 ديسمبر 1941 بتأليف قصة «بين العدمين» ونشرها في جريدة خارج الكويت وهي جريد «البحرين» التي تصدر بالبحرين تعد ثاني قصة كويتية.
وقد اعد الفرج قصة أخرى هي «المسدس» وانتهى من تأليفها في 10 نوفمير 1952، وهذه القصة لم تنشر ولم يشر اليها الدارسون.
كما ألف الفرج العديد من القصائد ومنها «قصة مبتورة» وقصيدة «اللاشئ» وهي عن جامعة الدول العربية وقصيدة «المهاتما غاندي» و «الشيوعي» وقصيدته عن «الماء...» 

### أول رواية كويتية تطبع بالكويت (ألام صديق)
في العام 1950 طبع في الكويت كتاب باسم (آلام صديق) وهي أقصوصه صغيره كتبها الأديب فرحان راشد الفرحان في 50 صفحة من القطع الصفير.
وطبعت يصورة مستقلة في كتاب.
ويرى الدكتور معمد حسن عبد الله أن رواية (مدرسة من المرقاب) التي صدرت عام 1962 هي الرواية الكويتية الأولى وهي للكاتب عبد الله خلف وتتفق معه في الرأي د. نسيمة الغيث.
اما رواية (آلام صديق) لفرحان فترى د. نسيمة انها تدخل تحت مصطلح الرواية من ناحية الموضوع أو المحتوى ولكن حجم الرواية كان محدودا جدا ولايزيد عن 50 صفحة تقريبا.

### أول كويتية كتبت قصة
راجع أول كويتية كتبة القصة في قسم المرأة

## طيار

### أول طيار كويتي مدني يحصل على رخصة طيران
في تاريخ 2/2/1934 حصل بدر خالد البدر من انجلترا على شهادة الطيران الخاص بعد فترة تدريب استمرت ثمانية شهور ويعتبر أول كويتي قاد طائرة تدريب وبسبب مشكلة في البصر لم يتمكن من الحصول على شهادة الطيران التجاري.

### أول طيار بالخطوط الجوية الكويتية
التحق الكابتن جيبسن بالخطوط الجوية الكويتية المحدودة.

### أول طيار عسكري
في تاريخ 20/12/1954 الطيار مرزوق العجيل تخرج بهذا اليوم ومعه 8 طيارين كويتيين وكان الأول على الدفعة.
ويعد العجيل أول طيار عسكري وثاني طيار مدني كويتي.
حيث سبقه بدر خالد البدر بالحصول على شهادة الطيران الخاص في 23 مايو 1934 من إنجلترا.
وفي 1963 أصبح طياراً عسكرياً ويعتبر أول طيار عسكري.

### الدفعة الثانية من الطيارين
في عام 1955 غادرت الكويت الدفعة الثانية من الطلبة الطيارين إلى لندن للحصول على شهادة الطيار الخاصة حيث تخرجوا وعادوا إلى الكويت والتحقوا بدائرة الأمن العام.

### أول طيار كويتي لطائرة ركاب
أنضم جاسم المرزوق إلى الخطوط الجوية الكويتية كأول طيار كويتي بعد تخرجه من دورة بالطيران المدني من بريطانيا.

## سوق

### أول سوبر ماركت
أول سوبرماركت بالكويت: افتتح جاشنمال [الإنجليزية] أول محل له في الكويت في السوق الداخلي بعد ان طلب منه الوكيل السياسي المعتمد في الكويت هارولد ديكسون فتح محل بالكويت.
كما ساهم في مجئ جاشنمال للكويت طلب خاص من الشيخ احمد الجابر حاكم الكويت بعد ان بين له ديكسون اهمية وجود محل في الكويت مثل محل جاشنمال، وكان ديكسون يعمل بالعراق قبل الكويت وكان يعرف ان جاشنمال له محلان
	في العراق لبيع كل شئ احدهما في 	العشار والاخر في مارغيل في البصرة وقال له ان للكويت مستقبلا وسيظهر بها النفط والاجانب سياتون للعمل بها وبضاعتك ستجد من يشتريها، وكانت بضاعة جاشنمال عبارة عن ملابس واحذية إنجليزية وكتب اجنبية وحقاثب وبعض المستلزمات المنزلية وخاصة المراوح واستورد آلة المشتختة (الغرامافون) ويذكر ان أول غرامافون دخل الكويت بواسطة التاجر عبد الله علي العيدان الملقب بالزبيري وهو تاجر طيور معروف وصاحب أوائل المقاهي في سوق الصفاة عام 1915 في اواخر أيام عهد الشيخ مبارك.

### أول سوق للحوم
تم بناء أول سوق للحم في عهد الشيخ محمد الصباح الحاكم السادس للكويت وبقي هناك حتى 1951 وانتقل إلى كراج محبوب العامر شمال سوق الدهن حتى 1961.
كذلك بني أول سوق للسمك. ويقع بجانب سوق الخضرة وسوق اللحم الواقع في جنوب شارع فلسطين.